# A Sử Na Xã Nhĩ
A Sử Na Xã Nhĩ (tiếng Turkic: Ashna Sheer, chữ Hán: 阿史那社尔, ? – 655), quý tộc Đột Quyết, phò mã, tướng lãnh đầu đời Đường, có công bình định Quy Tư.

## Khởi nghiệp
Xã Nhĩ là con thứ của Đông Đột Quyết Xử La khả hãn A Sử Na Hề Thuần. Lên 11 tuổi, Xã Nhĩ nổi tiếng trí dũng, được phong làm Thác thiết , dựng Nha kỳ ở Thích Bắc , cùng con trai của Mạc hạ đốt thiết A Sử Na Đốt Bật (em trai Xử La khả hãn, về sau là Hiệt Lợi khả hãn) là A Sử Na Dục Cốc Thiết , thống lãnh các bộ Thiết Lặc, Hồi Hột, Bộc Cốt, Đồng La,... Xử La khả hãn mất (620), Xã Nhĩ khóc thương phù hợp với lễ nghi.
Xã Nhĩ ở chức 10 năm, không thu thuế, các thủ lĩnh chê cười ông không biết làm cho mình trở nên giàu có, Xã Nhĩ nói: “Bộ lạc thịnh vượng, với ta là đủ rồi.” Vì vậy mọi người đều khâm phục, yêu mến. Hiệt Lợi khả hãn  nhiều lần gây hấn với Trung Nguyên, Xã Nhĩ can ngăn, ông ta không nghe.

## Tự xưng Khả hãn
Năm Vũ Đức thứ 9 (626) thời Đường Cao Tổ, các bộ Thiết Lặc, Hồi Hột, Tiết Duyên Đà nổi dậy, đánh bại Dục Cốc Thiết ở Mã Liệp Sơn, Xã Nhĩ đến giúp, nhưng thất bại. Năm Trinh Quan đầu tiên (627) thời Đường Thái Tông, Xã Nhĩ đem tàn dư bộ lạc chạy về phía tây giữ thành Khả Hãn Phù Đồ . Tây Đột Quyết trở nên loạn lạc từ sau khi Thống Diệp Hộ khả hãn bị ám sát (628), còn Hiệt Lợi khả hãn của Đông Đột Quyết thất bại (630), Xã Nhĩ thừa cơ tập kích, chiếm được một nửa nước Tây Đột Quyết, lực lượng có hơn 10 vạn dân chúng, tự đặt hiệu Đô Bố khả hãn.
Xã Nhĩ kết luận Đông Đột Quyết mất nước là bởi Tiết Duyên Đà làm loạn, muốn quay về báo thù; các tù trưởng khuyên ông nên ổn định ở phương tây trước đã, nếu đi xa đánh Tiết Duyên Đà, chưa có kết quả thì e rằng con em của Thống Diệp Hộ sẽ tấn công phía sau. Xã Nhĩ không nghe, chọn 5 vạn kỵ binh, quay về Thích Bắc hòng tấn công Tiết Duyên Đà. Quân Đột Quyết đi liên tục 10 tuần (1 tuần = 10 ngày), chịu khổ đã lâu, dần tan rã. Tiết Duyên Đà tấn công, Xã Nhĩ đại bại, chạy về Cao Xương, còn chừng vạn người. Xã Nhĩ e sợ Tây Đột Quyết đến đánh, vì thế vào năm thứ 9 (635) đưa dân chúng nội thuộc nhà Đường.

## Phụng sự nhà Đường
Năm thứ 10 (636), Xã Nhĩ vào triều, được thụ Tả kiêu vệ đại tướng quân, an trí bộ lạc ở Linh Châu. Hơn năm sau, có chiếu được gả Hành Dương trưởng công chúa, làm Phò mã đô úy, Điển vệ đồn binh ở Uyển nội.
Năm thứ 14 (640), giữ chức Giao Hà đạo hành quân tổng quản tham gia bình định Cao Xương, chư tướng đều nhận thưởng, Xã Nhĩ cho rằng chưa phụng chiếu, nên không dám lấy chút gì; đến khi triều đình giáng biệt sắc, mới dám lấy, thì chỉ còn những thứ hỏng, kém. Đường Thái Tông khen Xã Nhĩ thanh liêm cẩn thận, ban Bảo Điền đao của Cao Xương, ngàn đoạn tạp thái (lụa dệt có màu tạp), hạ chiếu cho làm Kiểm hiệu Bắc môn Tả đồn doanh, phong Tất quốc công.
Năm thứ 19 (645), Xa Nhĩ theo Đường Thái Tông đánh Liêu Đông, dàn trận che chắn doanh trại của hoàng đế, nhiều lần trúng tên lạc, nhổ tên tiếp tục tiến lên. Bộ hạ của Xã Nhĩ có hàng trăm dũng sĩ, giành được nhiều công lao. Sau khi trở về, Xã Nhĩ được cất nhắc kiêm Hồng Lư khanh.

## Bình định Quy Tư
Năm thứ 21 (647), giữ chức Côn Khâu đạo hành quân đại tổng quản, cùng bọn Khế Bật Hà Lực, Quách Hiếu Khác, Dương Hoằng Lễ, Lý Hải Ngạn cả thảy 5 tướng quân, liên kết với 10 vạn kỵ binh của 13 bộ Thiết Lặc cùng các tộc Đột Quyết, Thổ Phồn, Thổ Dục Hồn trấn áp Quy Tư. Năm sau (648), quân Đường đến Tây Đột Quyết, đánh bại các bộ Xử Mật, Xử Nguyệt; tiếp tục tiến đến Yên Kỳ, Yên Kỳ vương Long Tiết Bà A Na Chi (họ Long) muốn chạy sang Quy Tư ở phía đông, nhưng bị chặn bắt và bị giết. Xã Nhĩ lập em họ của Long Tiết Bà A Na Chi là Long Tiên Na Chuẩn làm vương, rồi đưa quân từ Yên Kỳ tây tiến, xâm nhập biên cảnh phía bắc của Quy Tư, gây bất ngờ cho người Quy Tư. Quân Đường đồn trú Thích Khẩu, Xa Nhĩ lấy Y Châu thứ sử Hàn Uy đem ngàn kỵ binh làm tiền phong, còn có Hữu kiêu vệ tướng quân Tào Kế Thúc theo sau. Hàn Uy đến thành Đa Hạt, Quy Tư vương Ha Lợi Bố Thất Tất đem các tướng Na Lợi, Yết Liệp Điên soái 5 vạn quân ra đánh. Uy vờ lui, quân Quy Tư đuổi theo, Uy cùng Kế Thúc hợp binh lại đánh, đại phá kẻ địch. Xã Nhĩ thừa thắng chiếm được đô thành của Quy Tư, Quy Tư vương bỏ chạy về phía tây. Xã Nhĩ để Quách Hiếu Khác giữ thành, tự soái tinh kỵ đuổi theo, đi hơn 600 dặm thì đuổi kịp Quy Tư vương ở thành Bát Hoán. Quy vương đóng cửa cố thủ, quân Đường vây đánh hơn 40 ngày mới xông vào được, bắt Quy Tư vương Ha Lợi Bố Thất Tất cùng tướng quân Yết Liệp Điên (riêng Na Lợi chạy thoát, sau đó quay về tập kích đô thành, về sau thua chạy rồi bị bắt; xem bài Quách Hiếu Khác).
Quân Đường trước sau chiếm được 5 tòa thành lớn, Xa Nhĩ sai Tả vệ lang tướng Quyền Chi Phủ đi phủ dụ các tù trưởng, trình bày họa phúc, có hơn 70 thành xin hàng. Xã Nhĩ triệu tập các kỳ lão, tuyên dụ uy tín, thông báo tội trạng của Ha Lợi Bố Thất Tất, lập em trai ông ta làm vương, khiến không ai không vui vẻ tuân phục. Xã Nhĩ cho khắc đá ghi công, rồi thuyết phục Vu Điền vương vào triều; Vu Điền vương hiến 300 gia súc khao quân, Tây Đột Quyết, Yên Kỳ, An Quốc cũng tranh nhau làm vậy. Xã Nhĩ đem tù binh là Ha Lợi Bố Thất Tất cùng bọn Na Lợi hơn trăm người ban sư.
Khi quân Đường mới chiếm được đô thành của Quy Tư, Quách Hiếu Khác giành được một bộ giường màn treo đầy vàng, ngọc, gởi cho Xã Nhĩ, ông không nhận. Đường Thái Tông nghe được việc ấy, nói: “Hai tướng hơn kém, chẳng cần phải hỏi ai nữa!” Quân Đường ban sư thì Thái Tông băng (649), Xã Nhĩ xin được tuẫn táng để giữ lăng tẩm, Đường Cao Tông sai sứ tuyên dụ rằng có chỉ ý của Thái Tông, không cho, thăng ông làm Hữu vệ đại tướng quân.

## Hậu sự
Năm Vĩnh Huy thứ 6 (655), mất; được tặng Phụ quốc đại tướng quân, Tịnh Châu đô đốc, bồi táng Chiêu lăng, đắp mộ theo dáng Thông Sơn (nhằm kỷ niệm chiến công bình định Quy Tư), thụy là Nguyên.

## Hậu nhân
Con là A Sử Na Đạo Chân, từng làm Tả đồn vệ đại tướng quân. Đầu niên hiệu Hàm Hanh (670 – 674) thời Cao Tông, Đạo Chân làm La Sa đạo phó đại tổng quản, cùng Tiết Nhân Quý trấn áp Thổ Phồn nhằm cứu viện Thổ Dục Hồn, luận tội thua trận Khâm Lăng, mất hết binh sĩ, cho miễn chết làm dân.